# Adunarea Macedoniei de Nord
Adunarea Macedoniei (oficial: Adunarea Republicii Macedonia de Nord, alte denumiri Parlamentul Republicii Macedonia sau Parlamentul Macedoniei de Nord, în macedoneană Собрание на Република Северна Македонија, albaneză Kuvendi i Republikës së Maqedonisë së Veriut sau Sobranie macedoneană Собрание, „Adunare”) este un organism reprezentativ al cetățenilor și titular al puterii legislative din Macedonia de Nord.
Adunarea este unicamerală și conform Constituției Republicii Macedonia poate fi compusă din 120 până la 140 de parlamentari, dar în toate adunările anterioare au fost aleși 120 de parlamentari. După alegerile parlamentare din 2011, numărul parlamentarilor a crescut la 123, din cauza alegerii a trei parlamentari din diaspora, dar în ultima componență parlamentară din 2016 există din nou doar 120 de parlamentari.
Primul președinte al Adunării a fost Stojan Andov (8 ianuarie 1991 - 6 martie 1996) din partea Partidului Liberal din Macedonia.
Deputații sunt aleși în general prin alegeri directe prin vot secret. Fiecare cetățean al Republicii Macedonia care a împlinit vârsta de 18 ani are dreptul de a fi ales membru al Parlamentului, este în deplinătatea facultăților mintale și nu execută o pedeapsă cu închisoarea pentru o infracțiune. Membrii Parlamentului Republicii Macedonia reprezintă cetățenii în Adunare. Mandatul membrilor Parlamentului durează patru ani și nu pot fi revocați. Organizarea și funcționarea Adunării sunt reglementate de Constituția Republicii Macedonia și de Regulamentul de procedură al Adunării. Adunarea se întrunește la Skopje. Actualul președinte al Adunării este Talat Xhaferi.

## Clădire
Adunarea funcționează în clădirea Palatului Parlamentului, situată în apropiere de Piața Macedoniei, în Skopje, vizavi de Parcul Luptătoarelor. Palatul a fost construit în 1938 printr-un proiect al lui Victor Hudak, un arhitect ceh. Este una dintre cele mai monumentale clădiri din Republica Macedonia. 
Clădirea a fost concepută într-un limbaj arhitectonic modern al vremii, are forma unui pentagon cu o curte interioară cu o sală. Clădirea a fost folosită din 1939 ca Palat Administrativ al guvernului local de atunci până la eliberarea orașului Skopje în noiembrie 1944, când guvernul republican a fost găzduit aici - președintele, Adunarea Națională, Guvernul și Curtea Constituțională.
După cutremurul din Skopje din 1963, clădirea a fost deteriorată și s-au depus eforturi mari pentru repararea și reconstrucția ei. 
Palatul Adunării are mai multe săli de ședințe, cabinete ale președintelui Republicii, președintele Adunării, vicepreședinții, președinții comisiilor, coordonatorii grupurilor parlamentare, secretarul general al adunării și adjuncții săi, precum și șefii serviciilor profesionale.

## Președinții Adunării

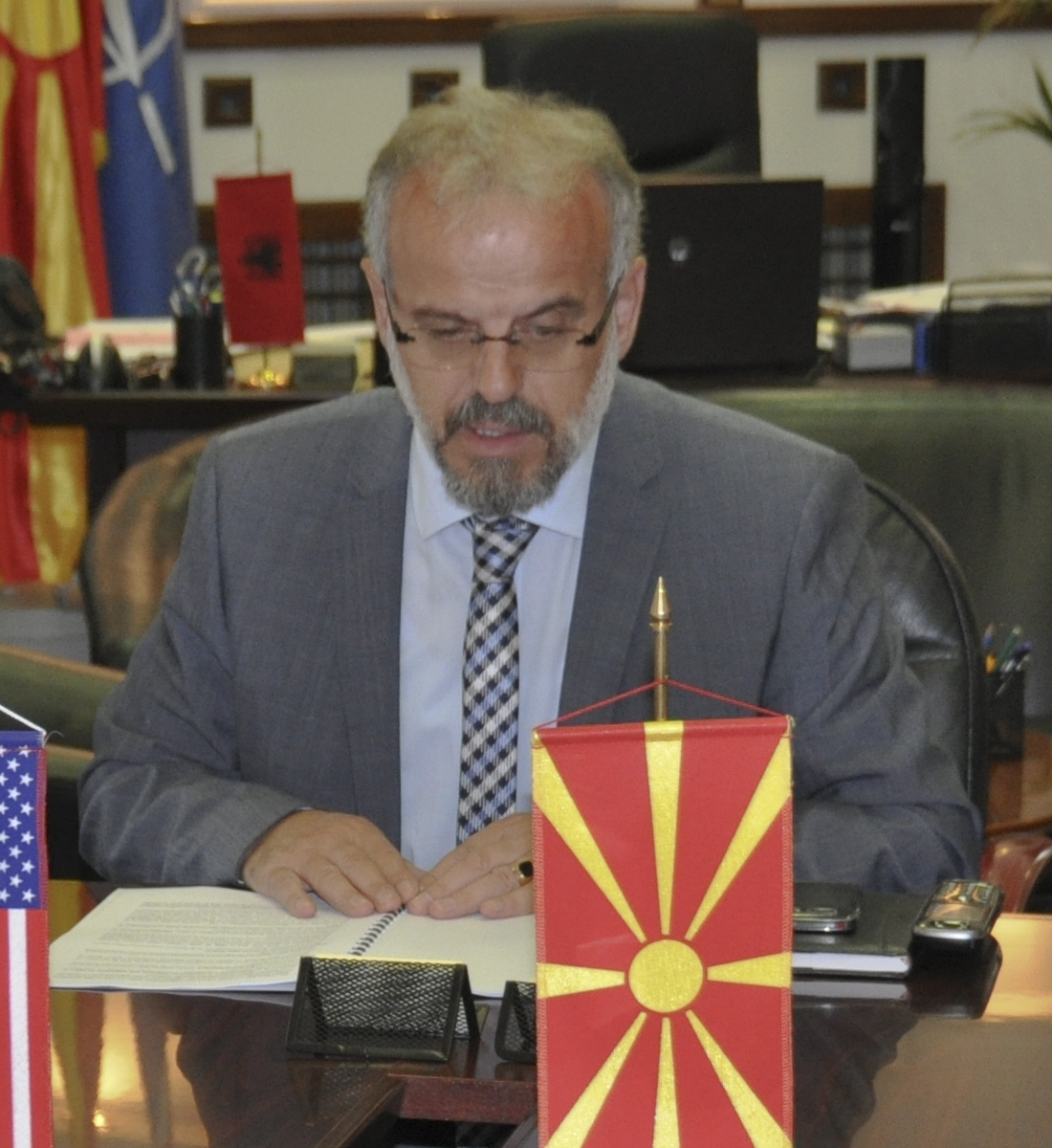
Talat Xhaferi

Ședința este condusă de președintele Adunării.
În urma declarației de independență a Republicii Macedonia, președinții Adunării au fost:
- Stojan Andov (1991-1996)
- Tito Petkovski (1996-1998)
- Savo Klimovski (1998-2000)
- Stojan Andov (2000-2002)
- Nikola Popovski (2002-2003)
- Lupcho Yordanovski (2003-2006)
- Ljubisa Georgievski (2006-2008)
- Trajko Velianoski (2008—2016)
- Talat Xhaferi (2017 - prezent.)

## Legături externe
- Site-ul oficial